# Altensteig
Altensteig è un comune tedesco di 11 219 abitanti, situato nel land del Baden-Württemberg.